# 스타니슬랍스키 시스템
스타니슬랍스키 시스템(Stanislavski's system)은 러시아의 연출가이자 배우인 콘스탄틴 스타니슬랍스키가 제창한 연기 이론이다. 배경에는 프로이트 심리학의 영향이 있다고 한다. 리얼리즘 연극을 본격화하기 위해 제창된 이론으로, 1934년에 소련에 의해 공인되었다. 20세기 연극들에게 큰 영향을 주었다.

## 같이 보기
- 러시아 아방가르드